# トマティート
トマティート（Tomatito、本名・ホセ・フェルナンデス・トーレス、1958年8月20日 - ）は、スペイン・アンダルシア州アルメリア県出身のフラメンコ・ギタリスト。
パコ・デ・ルシアの影響を受けたスタイルを演奏する。
芸名は「小さなトマト」の意。

## バイオグラフィ
名立たるギタリストを輩出したヒターノ（スペインにおけるジプシー→ロマ）一族の元で生まれ育つ。
10代の時にカマロン・デ・ラ・イスラから指名を受け、カマロンが亡くなる1992年まで20年近く彼を支え続けた。
ジャズ・ピアニスト、ミシェル・カミロとも共演しており、『スペイン』（2000年）、『スペイン・アゲイン』（2006年）といった共作アルバムも発表している。

## ディスコグラフィ

### ソロ・アルバム
- Rosas del Amor (1987年)
- 『バリオ・ネグロ』 - Barrio Negro (1991年)
- Como Los Gitanos éramos (1993年) ※with パンセキート
- 『エル・ギタラーソ』 - El Guitarrazo (1997年) ※with ルイス・サリナス、ルーチョ・ゴンザレス
- 『ギターラ・ヒターナ』 - Guitarra Gitana (1997年)
- 『スペイン』 - Spain (2000年) ※with ミシェル・カミロ
- 『パセオ・デ・ロス・カスターニョス』 - Paseo de los Castaños (2001年)
- 『アグアドゥルセ』 - Aguadulce (2004年)
- 『スペイン・アゲイン』 - Spain Again (2006年) ※with ミシェル・カミロ
- Sonanta Suite (2010年) ※with ジョセプ・ポンス、スペイン国立管弦楽団[1]
- Soy Flamenco (2013年)
- 『スペイン・フォーエヴァー』 - Spain Forever (2016年) ※with ミシェル・カミロ
- De Verdad (2018年) ※with ホセ・メルセ
- Concierto De Aranjuez (2019年)

### カマロン・デ・ラ・イスラ & パコ・デ・ルシア
- 『コモ・エル・アグア』 - Como El Agua (1981年)
- Calle Real (1983年)
- Vivire (1984年)
- 『Potro (ホトロ)』 - Potro de Rabia y Miel (1992年)

### カマロン・デ・ラ・イスラ
- La Leyenda del Tiempo (1979年)
- Te lo Dice Camarón (1986年)
- Flamenco Vivo (1987年)
- 『ソイ・ヒターノ〜俺はジプシー』 - Soy Gitano (1989年)
- Camarón Nuestro (1994年)
- 『パリ1987』 - Paris 1987 (1999年)